# Kościół Najświętszej Maryi Panny Wniebowziętej w Śmiglu

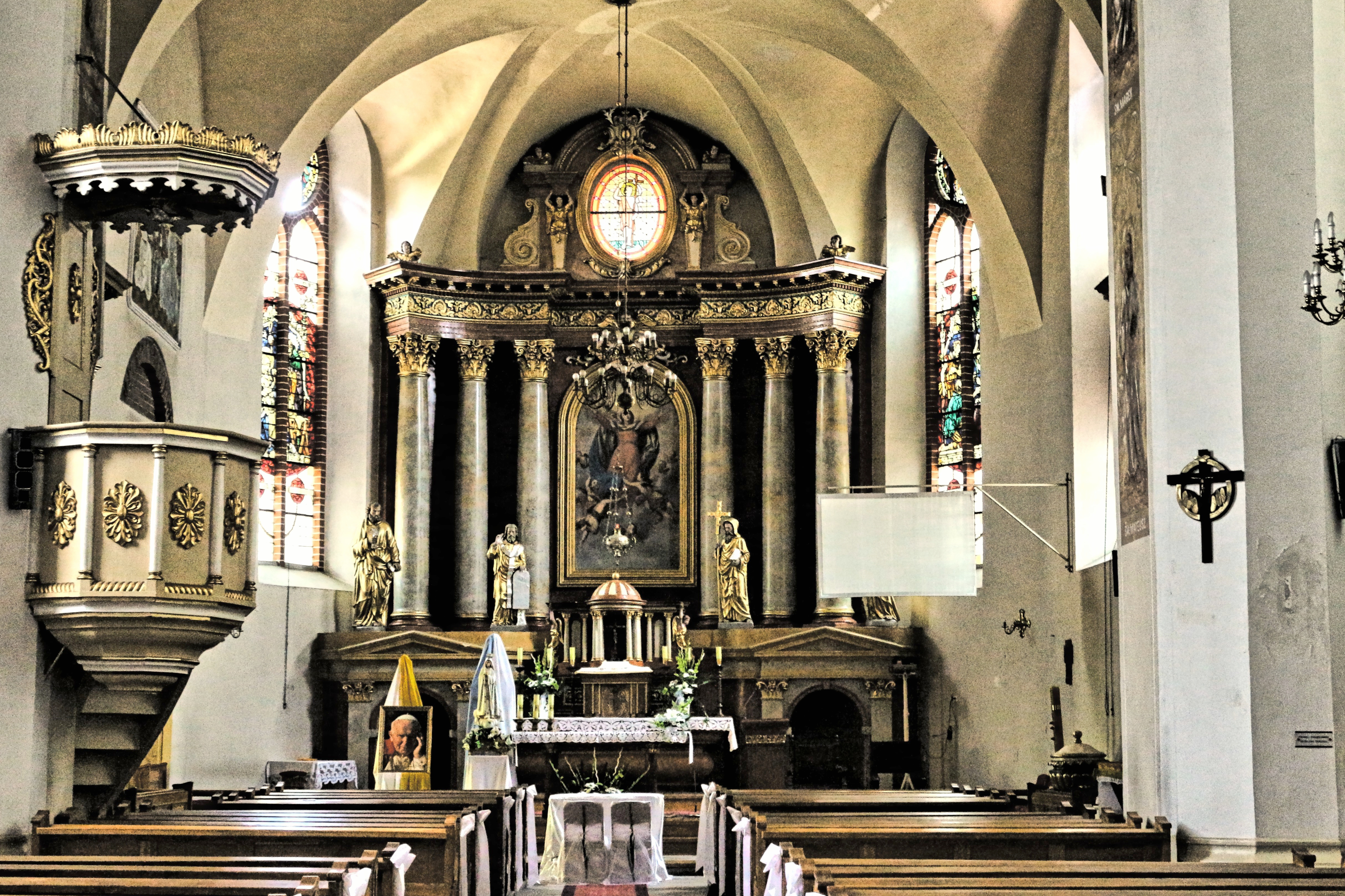
Wnętrze kościoła

Kościół Najświętszej Maryi Panny Wniebowziętej w Śmiglu – jeden z kościołów rzymskokatolickich w mieście Śmigiel. Mieści się przy ulicy Farnej. Należy do dekanatu śmigielskiego.
Jest to świątynia gotycka, wybudowana w latach 1439–1443, odbudowana po pożarach w 1601 i 1818 roku, przebudowana w XIX wieku. Trzynawowa, halowa, posiada neogotycką wieżę z 1907 roku w miejscu dawnej gotyckiej. Do wyposażenia należy wczesnobarokowy nagrobek marmurowy Urszuli Brzeźnickiej, żony Kaspra Jaruzala (zmarłej 1627), ołtarze klasycystyczne z 1 połowy XIX wieku.